# Sendang (Ngrayun)
Sendang is een bestuurslaag in het regentschap Ponorogo van de provincie Oost-Java, Indonesië. Sendang telt 3104 inwoners (volkstelling 2010).